# Наджм ад-Дин Айюб ибн Шади
Аль-Малик аль-Афдаль Наджм ад-Ди́н Айю́б ибн Ша́ди ибн Марава́н (араб. الملك ألأفضل نجم الدين أيوب بن شاﺬي بن مروان‎; умер 9 августа 1173) — курдский военачальник и политический деятель из Двина (Армения). Основатель династии Айюбидов и отец Салах ад-Дина.

## Биография
Айюб был сын Марвана и братом Ширкуха. Его семья принадлежала к династии Раввадидов. По мнению Владимира Минорского слово «Раввадия» могло иметь арабские корни, а сама династия возможно имела арабское происхождение. После свержения в 1130 г. династии Шаддадидов отец Айюба перевез семью сначала в Багдад, а затем в Тикрит, где он был назначен губернатором. После смерти отца Айюб стал его преемником на посту губернатора в Тикрите.

## Смерть
Пострадал в результате падения с лошади 31 июля, и умер 9 августа 1173 года. Его смерть усилила противостояние Салах ад-Дина и Нур ад-Дина. Последний готовился напасть на Иерусалимское королевство, но Салах ад-Дин оставил его в этой кампании и вернулся в Каир по причине смерти отца.

## Дети
1. Нур ад-Даула Шахин-шах (ум. 1148)
2. Шамс ад-Даула Туран-шах (ум. 1180)
3. Салах ад-Дин Юсуф (1137—1193)
4. Сайф ад-Дин Ахмад (1145—1218)
5. Сайф аль-Ислам Тугтегин (ум. 1197)
6. Тадж аль-Мулук Бури (1163—1183)
7. Ситт аш-Шам Фатима Хатун (ум. 1220)
8. Рабийа Хатун (ум. 1246)